# El Bruc
El Bruc là một đô thị trong ‘‘comarca’’ Anoia, Catalonia, Tây Ban Nha.

## Biến động dân số
| 1900 | 1930 | 1950 | 1970 | 1986 | 2007 |
| ---- | ---- | ---- | ---- | ---- | ---- |
| 1186 | 1053 | 798  | 774  | 707  | 1743 |